# ブロワー (潜水艦)
ブロワー (USS Blower, SS-325) は、アメリカ海軍の潜水艦。バラオ級潜水艦の一隻。艦名はフグ科に属する複数種を表すBlowfishに因んだ造語。アメリカ公文書では大西洋および西インド諸島に生息する種を想定しているが、この方面ではフグ科はPufferfishやToadfishの呼称が一般的で、Blowfishの呼称はインド洋からオセアニア州にかけての地域で多用される。

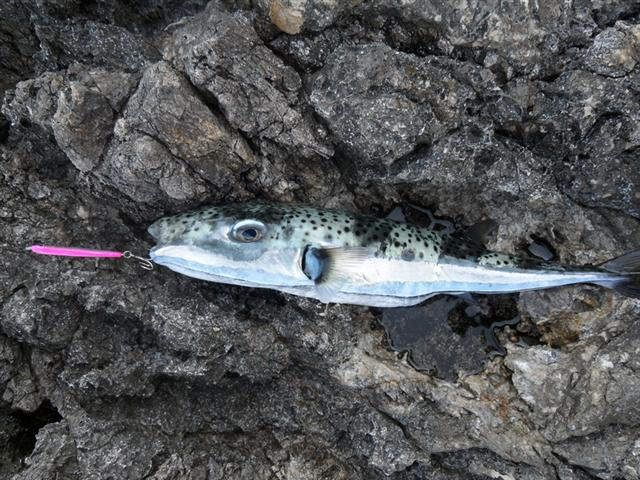
センニンフグ（North-West blowfish）

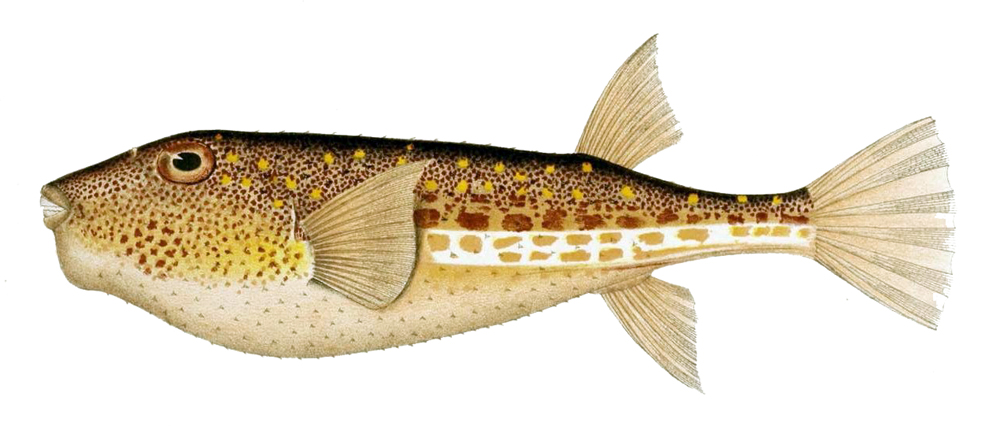
オレンジスポッテッド・トードフィッシュ（Dwarf blowfish）

## 艦歴
ブロワーは1943年7月15日にコネチカット州グロトンのエレクトリック・ボート社で起工した。1944年4月23日にリチャード・F・J・ジョンソン少佐の夫人によって命名、進水し、8月10日に艦長ジェームス・H・キャンベル少佐（アナポリス1933年組）の指揮下就役する。ブロワーは12月16日に真珠湾に到着し、修理および訓練に従事して哨戒に備えた。

### 哨戒
1945年1月17日、ブロワーは最初の哨戒で南シナ海に向かった。この哨戒では最終的には戦果を挙げることはなかったものの、唯一の戦闘機会が2月13日に訪れた。この時、ブロワーは僚艦バーゴール (USS Bergall, SS-320) とともにこの後北号作戦参加の戦艦日向、伊勢以下の艦隊を迎撃するよう命令を受けた。ブロワーはバーゴールの隣の哨区で艦隊を待ち構えた。やがて、レーダーにより艦隊を探知して接近。ブロワーは北緯15度50分 東経110度50分 / 北緯15.833度 東経110.833度の地点で至近距離から雷撃し命中音を2つ聴取した。しかし、実際には命中していなかった。バーゴールもブロワーに続いて4,400メートルの距離で魚雷6本を発射し命中音を1つ聴取したが、この攻撃は失敗に終わった。3月19日、ブロワーは60日間の行動を終えてフリーマントルに帰投した。
4月14日、ブロワーは2回目の哨戒でジャワ海および南シナ海方面に向かった。しかし、この哨戒では4月26日に一度船舶を見たのみであり、戦果を挙げることはなかった。5月24日、ブロワーは40日間の行動を終えてスービック湾に帰投。艦長がネルソン・P・ワトキンス（アナポリス1937年組）に代わった。
6月20日、ブロワーは3回目の哨戒でタイランド湾方面に向かった。4度の攻撃機会があり、4度目に遭遇した日本の潜水艦に魚雷を2本命中させたと判断された。7月28日、ブロワーは35日間の行動を終えてフリーマントルに帰投した。

### 戦後
ブロワーは1945年9月8日にフリーマントルを出航し、マリアナ諸島およびカロリン諸島で数ヶ月間の訓練を行った後、真珠湾経由で帰国、1946年1月29日にサンディエゴに到着した。帰国後、1946年から1949年までブロワーは太平洋艦隊潜水艦部隊に所属し、主として西海岸沿いに定期的な水雷訓練と艦隊音響学校の作戦活動、訓練計画に従事した。1946年の後半には真珠湾およびマリアナ諸島を経由して日本への巡航を行った。1947年前半には真珠湾の近海で艦隊の作戦活動に参加した。その後、ブロワーは1948年8月から9月にかけてカープ (USS Carp, SS-338) と共にアラスカ水域で活動し、チュクチ海で氷山沿いにレーダー追跡およびソナー訓練を含む調査巡航を行った。サンディエゴに帰還すると1950年始めまで定期的な作戦活動に従事し、その後東海岸に向けて出航、大西洋艦隊潜水艦部隊に合流した。3月3日にフィラデルフィアに到着し、フィラデルフィア海軍造船所で9月まで修理が行われた。9月27日にニューロンドンに到着し、同地でトルコ海軍の兵員訓練を行った。

### トルコ海軍で
ブロワーは1950年11月16日にニューロンドン海軍潜水艦基地で退役し、相互防衛援助計画の下トルコ海軍に移管された。ブロワーはドゥムルプナル (TCG Dumlupinar) と改名され就役した。艦名は希土戦争におけるドゥムルプナルの戦いに因み、その名を持つ艦としては2隻目であった。ドゥムルプナルは1953年4月4日、NATOの艦隊演習から帰還途中にダーダネルス海峡でスウェーデンの貨物船ナボランド (Naboland) と衝突、沈没した。この事故によりドゥムルプナルの乗員81名が死亡した。